# Calcio Padova 1993-1994
Questa voce raccoglie le informazioni riguardanti il Calcio Padova nelle competizioni ufficiali della stagione 1993-1994.

## Stagione

La squadra festeggia la promozione in Serie A al termine dello spareggio di Cremona

Il Padova, ancora allenato dal confermato Mauro Sandreani, nel campionato di Serie B 1993-1994 si classifica al quarto posto con 43 punti, ottenendo la promozione nella Serie A dopo 32 anni: l'ultima presenza biancoscudata nel massimo campionato cadetto risaliva all'edizione 1961-1962. Promozione ottenuta dopo lo spareggio giocato a Cremona il 15 giugno 1994 contro l'altra squadra classificatasi quarta a pari merito, il Cesena, e vinto dai patavini (2-1).
Un Padova che ha ceduto in estate Angelo Di Livio, passato alla Juventus insieme al promettente Alessandro Del Piero, e affetto dalla sindrome della pareggite, in 21 partite sulle 38 del torneo cadetto divide la posta in palio, ma così perde solo 6 incontri, e questo alla lunga farà la differenza. Contemporaneamente, in Coppa Italia supera il Bologna per 2-1 nel primo turno, quindi viene eliminato dalla Roma nel secondo turno, pareggiando (1-1) in casa e perdendo (1-0) all'Olimpico. Miglior realizzatore stagionale biancorosso è Giuseppe Galderisi con 15 reti, 5 delle quali su calcio di rigore.
È inoltre l'ultima stagione giocata sul terreno del Silvio Appiani, in centro città; dalla successiva stagione si passa al nuovo impianto dell'Euganeo.

## Rosa
| N. |                   | Ruolo | Calciatore          |
| -- | ----------------- | ----- | ------------------- |
|    | Italia (bandiera) | P     | Adriano Bonaiuti    |
|    | Italia (bandiera) | P     | Ennio Dal Bianco    |
|    | Italia (bandiera) | D     | Alessandro Cartini  |
|    | Italia (bandiera) | D     | Andrea Cuicchi      |
|    | Italia (bandiera) | D     | Franco Gabrieli     |
|    | Italia (bandiera) | D     | Claudio Ottoni      |
|    | Italia (bandiera) | D     | Massimiliano Rosa   |
|    | Italia (bandiera) | D     | Agostino Siviero    |
|    | Italia (bandiera) | C     | Andrea Boscolo      |
|    | Italia (bandiera) | C     | Gabriele Cardini    |
|    | Italia (bandiera) | C     | Gianni Cavezzi      |
|    | Italia (bandiera) | C     | Maurizio Coppola    |
|    | Italia (bandiera) | C     | Ivone De Franceschi |

| N. |                   | Ruolo | Calciatore          |
| -- | ----------------- | ----- | ------------------- |
|    | Italia (bandiera) | C     | Marco Franceschetti |
|    | Italia (bandiera) | C     | Damiano Longhi      |
|    | Italia (bandiera) | C     | Giacomo Modica      |
|    | Italia (bandiera) | C     | Carmine Nunziata    |
|    | Italia (bandiera) | C     | Emanuele Pellizzaro |
|    | Italia (bandiera) | C     | Ferdinando Ruffini  |
|    | Italia (bandiera) | C     | Davide Tentoni      |
|    | Italia (bandiera) | A     | Giuseppe Galderisi  |
|    | Italia (bandiera) | A     | Andrea Giordano     |
|    | Italia (bandiera) | A     | Filippo Maniero     |
|    | Italia (bandiera) | A     | Angelo Montrone     |
|    | Italia (bandiera) | A     | Roberto Simonetta   |

## Calciomercato

### Sessione autunnale
| Acquisti | Acquisti         | Acquisti       | Acquisti   |
| R.       | Nome             | da             | Modalità   |
| -------- | ---------------- | -------------- | ---------- |
| C        | Maurizio Coppola | Fidelis Andria | definitivo |
| C        | Gianni Cavezzi   | Ternana        | definitivo |
| A        | Andrea Giordano  | Giorgione      | prestito   |

| Cessioni | Cessioni             | Cessioni | Cessioni      |
| R.       | Nome                 | a        | Modalità      |
| -------- | -------------------- | -------- | ------------- |
| C        | Giacomo Modica       | Acireale | definitivo    |
| C        | Angelo Di Livio      | Juventus | definitivo    |
| A        | Alessandro Del Piero | Juventus | fine prestito |
| C        | Gaetano Fontana      | Reggina  | prestito      |

## Risultati

### Serie B

#### Girone di andata
| Arbitro: | Tombolini (Ancona) |

|  |           |             |
|  | Marcatori | 45’ Cuicchi |

| Arbitro: | Bolognino (Milano) |

|                             |           |  |
| Galderisi 37’ Simonetta 90’ | Marcatori |  |

| Arbitro: | Quartuccio (Torre Annunziata) |

|                        |           |            |
| Lunini 37’ Inzaghi 71’ | Marcatori | 47’ Modica |

| Arbitro: | Bazzoli (Merano) |

|                                        |           |  |
| Franceschetti 11’ Galderisi 43’ (rig.) | Marcatori |  |

| Arbitro: | Borriello (Mantova) |

|                     |           |               |
| Agostini 81’ (rig.) | Marcatori | 73’ Galderisi |

| Padova 3 ottobre 1993 6ª giornata | Padova           | 0 – 0 | Fiorentina | Stadio Silvio Appiani\| Arbitro: \| Baldas (Trieste) \| |
| Arbitro:                          | Baldas (Trieste) |       |            |                                                         |

| Acireale 10 ottobre 1993 7ª giornata | Acireale      | 0 – 0 | Padova | Stadio Tupparello\| Arbitro: \| Rosica (Roma) \| |
| Arbitro:                             | Rosica (Roma) |       |        |                                                  |

| Padova 17 ottobre 1993 8ª giornata | Padova          | 0 – 0 | Modena | Stadio Silvio Appiani\| Arbitro: \| Dinelli (Lucca) \| |
| Arbitro:                           | Dinelli (Lucca) |       |        |                                                        |

| Arbitro: | Ceccarini (Livorno) |

|             |           |               |
| Viviani 31’ | Marcatori | 84’ Galderisi |

| Arbitro: | Brignoccoli (Ancona) |

|                                   |           |                      |
| Galderisi 47’ (rig.) Montrone 67’ | Marcatori | 88’ (rig.) Maiellaro |

| Arbitro: | Racalbuto (Gallarate) |

|                                  |           |                                |
| Rastelli 78’ (rig.) Pistella 85’ | Marcatori | 47’ (rig.) Longhi 84’ Montrone |

| Arbitro: | Nicchi (Arezzo) |

|                         |           |          |
| Longhi 25’ Montrone 32’ | Marcatori | 53’ Hagi |

| Arbitro: | Cinciripini (Ascoli Piceno) |

|                                           |           |            |
| Cuicchi 72’ Longhi 75’ (rig.), 85’ (rig.) | Marcatori | 47’ Hubner |

| Arbitro: | Bazzoli (Merano) |

|                               |           |                   |
| Pascucci 8’ Bierhoff 58’, 89’ | Marcatori | 77’ (rig.) Longhi |

| Padova 12 dicembre 1993 15ª giornata | Padova         | 0 – 0 | Venezia | Stadio Silvio Appiani\| Arbitro: \| Luci (Firenze) \| |
| Arbitro:                             | Luci (Firenze) |       |         |                                                       |

| Andria 18 dicembre 1993 16ª giornata | Fidelis Andria  | 0 – 0 | Padova | Stadio Degli Ulivi\| Arbitro: \| Boggi (Salerno) \| |
| Arbitro:                             | Boggi (Salerno) |       |        |                                                     |

| Arbitro: | Bonfrisco (Monza) |

|                           |           |                         |
| Galderisi 69’, 73’ (rig.) | Marcatori | 3’ Rovinelli 75’ Fiorio |

| Arbitro: | Cardona (Milano) |

|                             |           |                    |
| Rizzolo 45’ (rig.) Soda 67’ | Marcatori | 29’, 77’ Galderisi |

| Arbitro: | Rodomonti (Teramo) |

|               |           |                          |
| Simonetta 76’ | Marcatori | 17’ Pedone 52’ Tovalieri |

#### Girone di ritorno
| Arbitro: | Lana (Torino) |

|              |           |  |
| Gabrieli 28’ | Marcatori |  |

| Pisa 30 - 1994 21ª giornata | Pisa                        | 0 – 0 | Padova | Stadio Arena Garibaldi\| Arbitro: \| Cinciripini (Ascoli Piceno) \| |
| Arbitro:                    | Cinciripini (Ascoli Piceno) |       |        |                                                                     |

| Arbitro: | Boggi (Salerno) |

|                            |           |  |
| Gabrieli 36’ Galderisi 41’ | Marcatori |  |

| Arbitro: | Braschi (Prato) |

|            |           |                                        |
| Nobile 29’ | Marcatori | 12’ Maniero 74’ Gabrieli 87’ Simonetta |

| Padova 20 febbraio 1994 24ª giornata | Padova          | 0 – 0 | Ancona | Stadio Silvio Appiani\| Arbitro: \| Treossi (Forlì) \| |
| Arbitro:                             | Treossi (Forlì) |       |        |                                                        |

| Arbitro: | Pairetto (Nichelino) |

|                         |           |  |
| Faccenda 73’ Flachi 85’ | Marcatori |  |

| Arbitro: | Pacifici (Roma) |

|                           |           |  |
| Galderisi 46’, 60’ (rig.) | Marcatori |  |

| Arbitro: | Rosica (Roma) |

|           |           |             |
| Chiesa 1’ | Marcatori | 79’ Cuicchi |

| Padova 27 marzo 1994 28ª giornata | Padova          | 0 – 0 | Vicenza | Stadio Silvio Appiani\| Arbitro: \| Braschi (Prato) \| |
| Arbitro:                          | Braschi (Prato) |       |         |                                                        |

| Arbitro: | Trentalange (Torino) |

|               |           |               |
| Maiellaro 10’ | Marcatori | 36’ Galderisi |

| Arbitro: | Racalbuto (Gallarate) |

|               |           |                |
| Galderisi 61’ | Marcatori | 26’ Di Stefano |

| Arbitro: | Nicchi (Arezzo) |

|                   |           |  |
| M. Piovanelli 67’ | Marcatori |  |

| Cesena 24 aprile 1994 32ª giornata | Cesena           | 0 – 0 | Padova | Stadio Dino Manuzzi\| Arbitro: \| Bazzoli (Merano) \| |
| Arbitro:                           | Bazzoli (Merano) |       |        |                                                       |

| Arbitro: | Collina (Viareggio) |

|               |           |  |
| Simonetta 51’ | Marcatori |  |

| Arbitro: | Baldas (Trieste) |

|                          |           |  |
| Cerbone 1’ Carruezzo 17’ | Marcatori |  |

| Arbitro: | Bolognino (Milano) |

|                   |           |                     |
| Longhi 57’ (rig.) | Marcatori | 59’ (rig.) Masolini |

| Ravenna 22 maggio 1994 36ª giornata | Ravenna        | 0 – 0 | Padova | Stadio Bruno Benelli\| Arbitro: \| Luci (Firenze) \| |
| Arbitro:                            | Luci (Firenze) |       |        |                                                      |

| Padova 29 maggio 1994 37ª giornata | Padova                        | 0 – 0 | Palermo | Stadio Silvio Appiani\| Arbitro: \| Quartuccio (Torre Annunziata) \| |
| Arbitro:                           | Quartuccio (Torre Annunziata) |       |         |                                                                      |

| Arbitro: | Nicchi (Arezzo) |

|            |           |                      |
| Pedone 77’ | Marcatori | 81’ (rig.) Galderisi |

#### Spareggio promozione
| Arbitro: | Ceccarini (Livorno) |

|                            |           |           |
| Cuicchi 18’ M. Coppola 69’ | Marcatori | 7’ Hübner |

### Coppa Italia

#### Turni preliminari
| Arbitro: | Racalbuto (Gallarate) |

|             |           |                           |
| Cecconi 30’ | Marcatori | 44’ Simonetta 82’ Maniero |

| Arbitro: | Amendolia (Messina) |

|               |           |           |
| Simonetta 68’ | Marcatori | 27’ Balbo |

| Arbitro: | Boggi (Salerno) |

|                |           |  |
| Piacentini 71’ | Marcatori |  |

## Statistiche

### Statistiche di squadra
| Competizione | Punti | In casa | In casa | In casa | In casa | In casa | In casa | In trasferta | In trasferta | In trasferta | In trasferta | In trasferta | In trasferta | Totale | Totale | Totale | Totale | Totale | Totale | DR |
| Competizione | Punti | G       | V       | N       | P       | Gf      | Gs      | G            | V            | N            | P            | Gf           | Gs           | G      | V      | N      | P      | Gf     | Gs     | DR |
| ------------ | ----- | ------- | ------- | ------- | ------- | ------- | ------- | ------------ | ------------ | ------------ | ------------ | ------------ | ------------ | ------ | ------ | ------ | ------ | ------ | ------ | -- |
| Serie B      | 43    | 19      | 9       | 9       | 1       | 22      | 9       | 19           | 2            | 12           | 5            | 15           | 20           | 38     | 11     | 21     | 6      | 37     | 29     | +8 |
| Spareggio    |       | -       | -       | -       | -       | -       | -       | -            | -            | -            | -            | -            | -            | 1      | 1      | 0      | 0      | 2      | 1      | +1 |
| Coppa Italia |       | 1       | 0       | 1       | 0       | 1       | 1       | 2            | 1            | 0            | 1            | 2            | 2            | 3      | 1      | 1      | 1      | 3      | 3      | 0  |
| Totale       |       | 20      | 9       | 10      | 1       | 23      | 10      | 21           | 3            | 12           | 6            | 17           | 22           | 42     | 13     | 22     | 7      | 42     | 33     | +9 |

### Statistiche dei giocatori
| Giocatore        | Serie B  | Serie B | Coppa Italia | Coppa Italia | Totale   | Totale |
| Giocatore        | Presenze | Reti    | Presenze     | Reti         | Presenze | Reti   |
| ---------------- | -------- | ------- | ------------ | ------------ | -------- | ------ |
| A. Bonaiuti      | 38       | -29     | ?            | ?            | 38+      | -29+   |
| E. Dal Bianco    | 1        | -1      | ?            | ?            | 1+       | -1+    |
| A. Cartini       | 0        | 0       | ?            | -            | 0+       | 0      |
| A. Cuicchi       | 31       | 3       | ?            | -            | 31+      | 3      |
| F. Gabrieli      | 33       | 3       | ?            | -            | 33+      | 3      |
| C. Ottoni        | 15       | 0       | ?            | -            | 15+      | 0      |
| M. Rosa          | 34       | 0       | ?            | -            | 34+      | 0      |
| A. Siviero       | 2        | 0       | ?            | -            | 2+       | 0      |
| A. Boscolo       | 0        | 0       | ?            | -            | 0+       | 0      |
| G. Cardini       | 1        | 0       | ?            | -            | 1+       | 0      |
| G. Cavezzi       | 19       | 0       | ?            | -            | 19+      | 0      |
| M. Coppola       | 32       | 0       | ?            | -            | 32+      | 0      |
| I. De Franceschi | 0        | 0       | ?            | -            | 0+       | 0      |
| M. Franceschetti | 34       | 1       | ?            | -            | 34+      | 1      |
| D. Longhi        | 37       | 6       | ?            | -            | 37+      | 6      |
| G. Modica        | 10       | 1       | ?            | -            | 10+      | 1      |
| C. Nunziata      | 35       | 0       | ?            | -            | 35+      | 0      |
| E. Pellizzaro    | 28       | 1       | ?            | -            | 28+      | 1      |
| F. Ruffini       | 8        | 0       | ?            | -            | 8+       | 0      |
| D. Tentoni       | 15       | 0       | ?            | -            | 15+      | 0      |
| G. Galderisi     | 35       | 15      | ?            | -            | 35+      | 15     |
| A. Giordano      | 12       | 0       | ?            | -            | 12+      | 0      |
| F. Maniero       | 25       | 1       | ?            | -            | 25+      | 1      |
| A. Montrone      | 18       | 3       | ?            | -            | 18+      | 3      |
| R. Simonetta     | 27       | 4       | 2+           | 2            | 29+      | 6      |